# 瑞昱半導體
瑞昱半導體股份有限公司（英語：Realtek Semiconductor Corp.）創辦於1987年10月21日，是臺灣的一家無廠半導體公司，2016年为全球十大无晶圆IC供应厂之一，亦是台灣第三大IC設計公司。瑞昱以新台幣200萬起家，最初是生產電腦周邊用品，後來開始研發網路晶片，並於1991年推出臺灣首顆自行研發的乙太網路卡控制器RTL8002。1995年9月成為台灣第一家取得ISO 9001認證之IC設計公司，1998年在臺證所掛牌上市。2006年9月取得ISO 14001認證。截至2017年，瑞昱的營業額已達新台幣416億元。
瑞昱的商標是一個帶有「RMC」字樣的螃蟹圖案。早期網路晶片與音效晶片都是以獨立的PCI介面卡形式存在時，因商標的關係，部分電腦使用者將其稱為「螃蟹卡」。

## 歷史
1987年由黃姓等七位工程師與葉家共同出資合夥創立。公司以螃蟹為企業標章，並以消費電子晶片設計起家。
1994年，為整合資源，進行組織重整，將產品線分為通訊網路、電腦週邊及消費性產品等三大事業部。
1997年，靠著其所推出的三合一網路晶片卡，成為全球第一大乙太網路和高速乙太網路晶片供應商，搶下全球近逼五成的市占率。

## 產品
瑞昱所研發的產品有網路晶片、音訊晶片、螢幕控制晶片與無線超寬頻晶片等。

### 通訊網路晶片
- 寬頻存取控制器
- 閘道控制器
- 網路介面控制器
- 數位家庭中心
- PHYceivers
- 交換機控制器
- 無線區域網路晶片
- DTV Demodulators
- 藍芽
- GNSS
- 物聯網

### 電腦週邊晶片
- 音訊編解碼器
- 讀卡機
- Clock Generators
- Class-D音訊放大器
- PC視訊相機控制器

### 多媒體晶片
- LCD顯示器控制器
- 類比視訊解碼器
- 電視控制器

## 關係企業與子公司
- 驊訊電子企業股份有限公司
- 瑞曜科技股份有限公司
- 瑞頡科技股份有限公司
- 瑞晟微電子(蘇州)有限公司
- 瑞新投資股份有限公司
- 瑞擎投資有限公司
- 鴻威創業投資股份有限公司

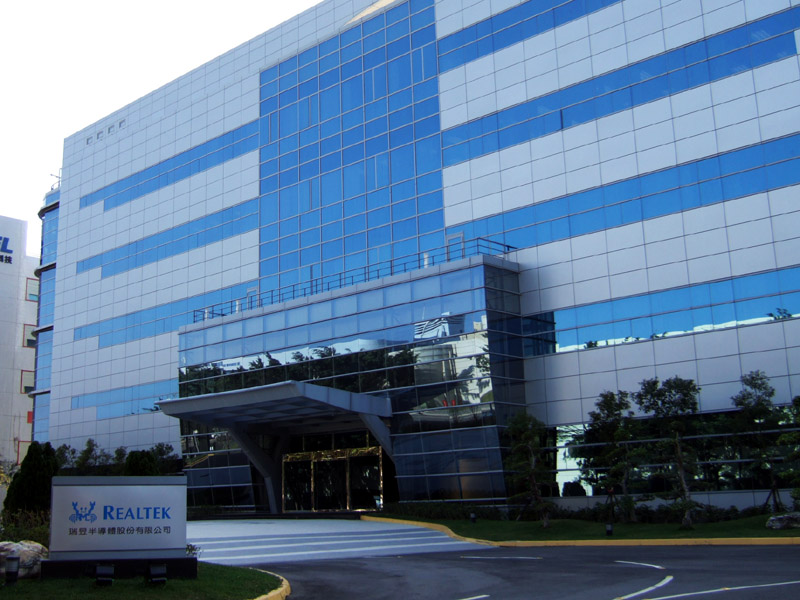
瑞昱半導體總部

- Leading Enterprises Limited
- Amber Universal Inc.
- Wionics Research
- Nustra Corporation
- Circon Universal Inc.
- Empsonic Enterprises Inc.
- M-Square Technologies Corp.

## 榮譽
- 1991年：推出第一顆由台灣自行研發成功的平行埠介面口袋型乙太網路控制器 RTL8002 Ethernet Pocket LAN Controller[來源請求]
- 1993年：獲中華徵信所評為國內獲利最佳之專業積體電路設計公司[來源請求]
- 1995年：通過ISO9001國際品質認證，為國內第一家通過認證之積體電路設計公司[來源請求]
- 1997年：高速乙太網路單一晶片控制器獲台北國際電腦展「Best Component」及「Best of Show」獎[來源請求]
- 1998年：獲證期會通過正式掛牌上市[來源請求]
- 1999年：名列天下雜誌1000大製造業中第35名獲利最高[來源請求]
- 1999年：ALN8801IEEE1394A三埠實體層晶片獲科學園區管理局「優良廠商創新產品獎」[來源請求]
- 2000年：內嵌式記憶體八埠交換器控制晶片獲科學園區管理局「創新產品獎」[來源請求]

## 安全事件
賽門鐵克2011年就Stuxnet病毒發布的分析报告中指出，瑞昱用於Windows的數位憑證遭到竊取，使攻擊者能簽署惡意驅動程序并攻击用户。該憑證後被Verisign吊銷。報告怀疑攻擊者可能从有能力进入這兩家公司（瑞昱和智微科技）办公場所的某人处竊得了數字證書。

## 外部連結
- 瑞昱半導體官方網站 （页面存档备份，存于）